# Pachydelphus coiffaiti
Pachydelphus coiffaiti är en spindelart som beskrevs av Rudy Jocqué 1983. Pachydelphus coiffaiti ingår i släktet Pachydelphus och familjen täckvävarspindlar.
Artens utbredningsområde är Gabon. Inga underarter finns listade i Catalogue of Life.